# 斎久工業
斎久工業株式会社（さいきゅうこうぎょう）は、東京都千代田区丸の内に本社を置く日本の建設業者である。
主に衛生設備、空調設備などの設備工事を手がけている。

## 沿革
- 1923年（大正12年） - 齋藤久孝[1]により、衛生設備工事の設計・施工を目的とする齋藤久孝事務所を東京・丸の内に設立。
- 1951年（昭和26年） - 齋藤久孝事務所を法人化し斎久工業株式会社と改称、資本金250万円。初代社長に四代目所長和田大五郎が就任。
- 1991年（平成3年） - 資本金14億8125万円に増資。
- 2002年（平成14年） - 全事業所ISO9001認証取得。
- 2005年（平成17年） - ISO14001認証取得。
- 2023年（令和5年） - 会社創業100周年を迎える。